# 圣亚纳圣殿

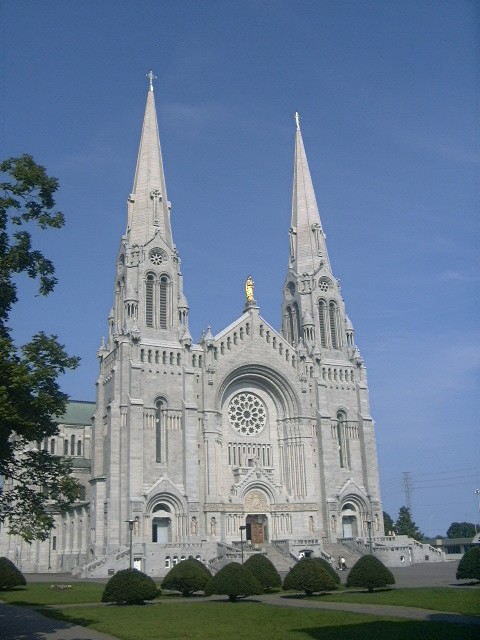
圣亚纳圣殿

圣亚纳圣殿（法语：Basilique Sainte-Anne-de-Beaupré）是一座天主教的宗座圣殿，位于加拿大魁北克城以东30公里的圣劳伦斯河河畔。天主教内传说有许多病人和残疾人痊愈的神迹，每年接待大约50万朝圣者。朝圣的高峰期是7月26日圣亚纳瞻礼。圣殿长105米，最宽处48米，尖顶高91米。

## 历史
1658年3月8日，一个名为艾蒂安德利萨德的男子捐赠土地给天主教会，于是建立一个小堂。这个地点一直使用至今。它的建立有两个原因：为该地区新移民提供礼拜地点，以及容纳奇妙的圣亚纳雕像。报道的第一个奇迹发生在圣殿建造期间。一个名叫路易斯吉蒙德的工人患有风湿病。举行奠基仪式后，吉蒙德的疾病痊愈了。，随后又有其他的神迹报道出来，很快，有许多朝圣者来此朝圣，盼望能出现奇迹，而法国王后奥地利的安妮也捐赠。
这座圣殿数次扩建，以容纳朝圣者。1922年3月29日的大火烧毁了圣殿，目前的圣殿建于1926年。